# 徳川重好
徳川 重好（とくがわ しげよし）は、江戸時代中期から後期にかけての武士。御三卿の一つである清水徳川家初代当主。清水 重好（しみず しげよし）とも。

## 生涯
延享2年（1745年）2月15日、江戸幕府第9代将軍・徳川家重の次男として江戸城西ノ丸で生まれる。童名は松平万次郎といった。同年9月、本丸に移る。
宝暦3年（1753年）12月、賄料3万俵を賜る。同7年（1757年）5月、傅役として、村上義方（肥前守）と永井武氏（主膳正）が付された。同8年（1758年）12月、清水邸に移るよう命じられた。
宝暦9年（1759年）12月27日、15歳のとき元服し、家重の諱を賜り、重好と名乗る。また、徳川を称する。同日、従三位左近衛権中将となり、宮内卿を兼ねる。同月、清水門内の邸に移り住んだ。
宝暦12年（1762年）5月15日、領地10万石を、武蔵国・上総国・下総国・甲斐国・大和国・播磨国・和泉国のうちで与えられた。このとき、傅役は家老と改称された。
宝暦13年（1763年）の冬、伏見宮貞定（貞建）親王の娘・貞子と結婚する。
天明元年（1781年）12月5日、参議となる。
将軍となった異母兄の徳川家治は宝暦10年（1760年）から明和7年（1770年）までに清水屋敷を11回、家治正室の五十宮も2回訪問しており、兄弟の仲は良好であったとみられる。しかし、家治治世の後半になると、一橋治済の待遇上昇とともに地位が逆転していった。安永8年（1777年）に将軍世子の家基が死去すると、治済の長子の豊千代（徳川家斉）が天明元年（1781年）に家治の養子となった。そして天明6年（1786年）に家治が死去すると、家治の最近親（家治の弟）の重好を差し置いて、家斉（家治の従弟の子）が将軍に就任した。
天明8年（1788年）5月、御庭番・高橋恒成は清水徳川家に関して、「御取締り宜しからず候由」と報告書を記している。具体的には、家臣の長尾幸兵衛が清水家の財政を私物化していると指摘している。また『よしの冊子』では、長尾は3万両を田沼意次に献金し、重好を将軍職に就けようと目論んだと示唆している。
寛政4年（1792年）閏2月13日、権中納言となり、清水と称す。
寛政7年（1795年）7月8日、51歳で死去した。法名は俊徳院体空遊心大居士。墓所は東叡山凌雲院。
嗣子がなかったため、領地は収公された。夫人・貞子（貞章院）には、幕府から年金3000両と米500俵が支給されるなどした。また、家老は清水勤番支配と改称された。重好の死により、家重の血筋は断絶した。

## 重好死後の清水家
重好には嗣子がなかったため、領地・家屋敷は一時的に幕府に収公されている。収公は第8代将軍徳川吉宗の意向に背くものであったため、同年7月、一橋徳川家当主の治済は老中松平信明らに強く抗議している。治済は七男の亀之助（後の松平義居）による相続を考えていたようである。その後の清水家は、第11代将軍徳川家斉が五男の敦之助を当主に立てて寛政10年（1798年）に再興されている。

## 関連作品
テレビドラマ
- 若さま侍捕物帳（1991年、テレビ朝日、演：大場順）
- 八代将軍吉宗（1995年、NHK大河ドラマ、演：小野瀬輝）
- べらぼう〜蔦重栄華乃夢噺〜（2025年、NHK大河ドラマ、演：落合モトキ）